# Сахалин (Алтайский край)
Сахалин — упразднённое село в Бурлинском районе Алтайского края. Входило в состав Михайловского сельсовета. Ликвидировано в 1956 г.

## История
Основано в 1914 году. В 1928 году посёлок Сахалин состоял из 21 хозяйства, в составе Ново-Григорьевского сельсовета Ново-Алексеевского района Славгородского округа Сибирского края. Сельскохозяйственная артель имени Энгельса. С 1950 г. отделение колхоза «Искра Ленина».

## Население
В 1928 году в посёлке проживало 93 человека (52 мужчины и 41 женщина), основное население — украинцы.